# Dohwa
Dohwa (kor. 도화 Dohwa) – stacja pierwszej linii metra w stolicy Korei Południowej, Seulu, w ciągu linii kolejowej Gyeongin, oznaczona numerem 157. Stacja znajduje się w granicach sąsiadującego z Seulem miasta Incheon, w należącej do niego dzielnicy południowej, na osiedlu o tej samej nazwie, co stacja.
Stacja w 2011 obsługiwała średnio 3556 osób dziennie.

## Miejsca użyteczności publicznej
- Park Subong
- Uniwersytet Cheong'un
- Incheon Business High School
- Szkoła Podstawowa Daehwa
- Szkoła Podstawowa Dohwa
- Os. Dong-a
- Os. Dong-o
- Os. Dongwon
- Os. Nasan
- Os. U-nam